# Dimetyloaminoetanol
Dimetyloaminoetanol lub dimetyloetanoloamina (DMAE lub DMEA; deanol), Me2NCH2CH2OH – organiczny związek chemiczny z grupy  aminoalkoholi, dwumetylowa pochodna aminoetanolu. W organizmach jest prekursorem do syntezy acetylocholiny. Stosowany jako lek stymulujący ośrodkowy układ nerwowy.

## Działanie
Prekursor acetylocholiny, który zwiększa jej syntezę w ośrodkowym układzie nerwowym i poprawia przekaźnictwo neuronalne. Podnosi zdolność koncentracji i sprawność psychofizyczną, zmniejsza zapotrzebowanie na sen, uspokaja i poprawia nastrój.

## Zastosowanie
- przewlekłe zaburzenia emocjonalne,
- nerwice towarzyszące depresji,
- niektóre postacie schizofrenii,
- zespoły psychoorganiczne spowodowane miażdżycą,
- przewlekłe zmęczenie oraz trudności z koncentracją u dzieci,
- moczenie nocne u dorosłych i dzieci.

## Przeciwwskazania
- padaczka,
- stany pobudzenia.

## Dawkowanie
U dorosłych wstępnie 25–50 mg na dobę w 2 dawkach, później stopniowo zwiększa się do 75–150 mg
na dobę w 3 dawkach. Pierwsze wyraźne efekty można zaobserwować po 1-2 miesiącach.
Dawka podtrzymująca działanie leku to 25 mg podawane 2 razy na dobę. W przypadku schizofrenii podaje się do 300 mg na dobę w 2 dawkach.
U dzieci z zaburzeniami koncentracji w wieku 7-15 lat dawka wynosi do 300 mg na dobę. Po trzech tygodniach po zaobserwowaniu poprawy dawkę zmniejsza się do 100 mg dziennie. W moczeniu nocnym podaje się 25 mg 3-4 razy na dobę przez 3-4 tygodnie.
Działanie preparatu wydaje się być słabe, jeśli nie wątpliwe. Dawki 25 mg są praktycznie bezużyteczne w lecznictwie, co zostało potwierdzone brakiem skuteczności działania w randomizowanej, kontrolowanej i podwójnie ślepej próbie klinicznej.

## Preparaty
Bimanol tabl. 0,1 g – produkowany przez Pabianickie Zakłady Farmaceutyczne Polfa w latach 1961–2008.